# Circuito das seis províncias
O Circuito das seis províncias é uma antiga competição ciclista por etapas.
Criada em 1941, ambas primeiras edições estão disputadas baixo o nome de Circuito das quatro províncias. A prova reapareceu em 1946 e teve lugar anualmente até 1954. Em 1955, 1956 e 1957 a carreira funde com o Volta do Sudeste e em 1969 e 1970 com o Critérium do Dauphiné liberé.

## Palmarés
| Ano                            | Ganhador         | Segundo          | Terceiro          |
| ------------------------------ | ---------------- | ---------------- | ----------------- |
| Circuito das quatro províncias |                  |                  |                   |
| 1941                           | Gino Proietti    | Pierre Scalbi    | Paul Giacomini    |
| 1942                           | Jean Macone      | Henri Lautier    | Louis Thomas      |
| Circuito das seis províncias   |                  |                  |                   |
| 1946                           | Georges Martin   | Pierre Baratin   | Raphaël Géminiani |
| 1947                           | Henri Massal     | Georges Martin   | Albert Bourlon    |
| 1948                           | Pierre Molineris | Georges Martin   | Marius Gorra      |
| 1949                           | Lucien Lazarides | Antonin Rolland  | Roger Buchonnet   |
| 1950                           | Antonin Rolland  | Marcel Ernzer    | Fernand Vigneron  |
| 1951                           | Marcel Ernzer    | René Rotta       | Francisco Masip   |
| 1952                           | Roger Rossinelli | Jean Bertaina    | Alexandre Sowa    |
| 1953                           | Jan Adriaensens  | Roger Wyckstandt | Fred De Bruyne    |
| 1954                           | Charly Gaul      | Jean Brankart    | René Remangeon    |